# Vasil Garvanliev
Vasil Garvanliev (em macedônio/macedónio:  Васил Гарванлиев Estrúmica, República Socialista da Macedónia, República Socialista Federativa da Jugoslávia; 
2 de novembro de 1984), conhecido simplesmente como Vasil, é uma criança prodígio, solista de coro, cantor de ópera clássica e cantor pop macedónio com cidadania búlgara. Ele representaria a Macedónia do Norte com a música «You» no Festival Eurovisão da Canção 2020 em Roterdão, nos Países Baixos, antes do cancelamento do evento devido à pandemia de COVID-19. Em 20 de janeiro de 2021, foi anunciado que Vasil representaria o país no concurso de 2021, desta feita com a canção «Here I Stand», que acabou por não chegar à final.

## Biografia
Vasil nasceu em Strumica, a 2 de novembro de 1984. Sua primeira vez no mundo da música foi aos 7 anos com a canção infantil «Marionka», o que deu-lhe popularidade no seu país. Aos 10 anos, mudou-se com sua família para os Estados Unidos, de onde foram deportados anos depois. Durante sua estada em Chicago, antes de cantar ópera, cantou canções de estilo pop.
Posteriormente, viveu em Milão, Itália. Em Toronto, ele foi admitido no Conservatório Real de Música do Canadá com uma bolsa integral e lá permaneceu por 9 anos.
O cantor voltou à Macedónia do Norte em 2018, e está a viver e trabalhar em Estrúmica, a sua cidade natal. Em 2019, foi corista de Tamara Todevska no Festival Eurovisão da Canção 2019 um ano depois teria tido a oportunidade de ser o representante do seu país no Festival Eurovisão da Canção 2020 com a música «You». No entanto, o festival foi cancelado devido à pandemia de COVID-19. A rádio e televisão da Macedónia do Norte, confirmou que Vasil representaria o país na Eurovisão de 2021 com a música «Here I Stand». A canção não passou da semi-final.

## Discografia

### Singles
- 2007 - Pomogni mi
- 2019 - Gerdan
- 2019 - Patuvam
- 2019 - Mojata ulica
- 2020 - You
- 2021 - Here I Stand